# Bellecour
Bellecour, egentligen Jean-Claude-Gilles Colson, född 16 januari 1725 och död 19 november 1778, var en fransk skådespelare.
Bellecour var från 1750 anställd vid Théâtre français, där han ansågs som sin tids främste komiker.